# Ombres sur le stade
Pour plus de détails, voir Fiche technique et Distribution.
Ombres sur le stade (The Deadliest Season) est un téléfilm américain de Robert Markowitz diffusé le 16 mars 1977 sur le réseau CBS.

## Synopsis
Gerry Miller, joueur de hockey professionnel, subit des pressions internes et externes et devient de plus en plus agressif dans son jeu. Durant un match particulièrement violent, un joueur de l'équipe adverse décède. Miller est accusé d'homicide involontaire.

## Fiche technique
- Titre : Ombres sur le stade
- Titre original : The Deadliest Season
- Réalisation : Robert Markowitz
- Scénario : Ernest Kinoy, d'après une histoire de Tom King et Ernest Kinoy
- Pays :  États-Unis
- Genre : Drame
- Durée : 98 minutes
- Date de première diffusion : 16 mars 1977 sur CBS

## Distribution
- Michael Moriarty : Gerry Miller
- Meryl Streep : Sharon Miller
- Kevin Conway : George Graff
- Sully Boyar : Tom Feeney
- Jill Eikenberry : Carole Eskanazi

## Autour du téléfilm
- Premier rôle à la télévision dans un téléfilm pour Meryl Streep. La même année fut diffusée une représentation de la pièce Secret Service, où l'actrice y avait un rôle.